# Регби в Индонезии
Регби в Индонезии является развивающимся видом спорта. В стране насчитывается около 600 профессиональных регбистов, руководство регби осуществляет Индонезийский регбийный союз, член Регби Азии и World Rugby.

## История
Регби попало в Индонезию во время голландской колонизации. В 1983 году в стране насчитывалось всего четыре клуба: Международный спортивный клуб г. Джакарта (состоял из предпринимателей), клуб с острова Калимантан (игроки французского происхождения), клуб из Бандунга (поле находилось на возвышенности, одна зачётная зона была выше другой примерно на 4,5 м) и команда, базировавшаяся на одном из кораблей ВМС США и проводившая там домашние матчи. Регбийные поля Индонезии находились порой в странных локациях: одно в зарослях джунглей, другое на вершине горы, третье в самой середине чайной плантации.
Сборная Индонезии по регби-7 участвовала в Гонконгской серии 1986 года, однако после этого регби пришло в упадок и было возрождено только в 2004 году не без старания австралийцев, новозеландцев и валлийцев, которым помогали волонтёры из Индонезии, Малайзии и Сингапура. Игра, популярная изначально среди представителей стран Британского Содружества, становилась популярнее среди местного населения. В наши дни центром индонезийского регби является столица страны, Джакарта, где базируются большинство команд по разным видам спорта. Среди выдающихся регбийных команд Джакарты выделяются клубы «Джакарта Комодос» и «Джакарта Бантенг». Регби включают в учебную программу некоторых школ.
Сегодня в Индонезии есть своя сборная по классическому регби и сборная по регби-7, которые малоизвестны за пределами страны. Индонезийская сборная по регби-15 играет в Дивизионе 3 «Восток» Регби Азии и составлена по большому счёту из иностранцев (преимущественно австралийцев), либо имеющих индонезийские корни, либо получивших гражданство Индонезии после долгого пребывания в стране. Команду в своё время тренировал австралиец Дункан Холл-младший. Сборная по регби-7 участвовала в турнире по регби-7 Азиатских игр в Джакарте 2018 года, проиграв все три матча в групповом этапе и заняв по итогам утешительного турнира 11-е место. Женская сборная на тех же Азиатских играх 2018 года провела четыре матча (три в группе и один в плей-офф), проиграв все матчи и занеся всего 12 очков за все 4 встречи.